# Rytigynia argentea
Rytigynia argentea är en måreväxtart som först beskrevs av Herbert Fuller Wernham, och fick sitt nu gällande namn av Robyns. Rytigynia argentea ingår i släktet Rytigynia och familjen måreväxter.
Artens utbredningsområde är Nigeria. Inga underarter finns listade i Catalogue of Life.